# Limbu (peuple)
Ne doit pas être confondu avec Limbou (langue).

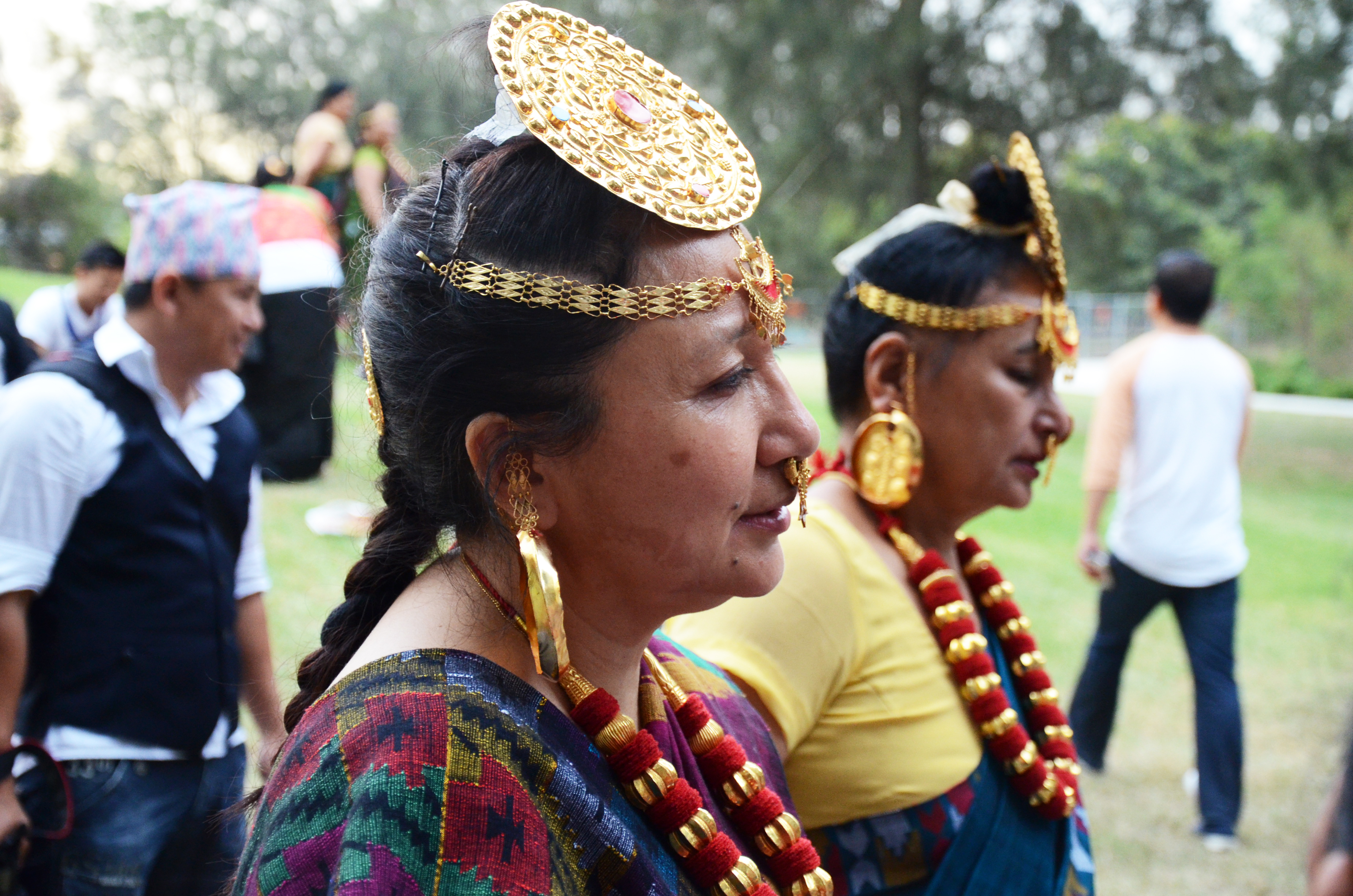
Des femmes Limbu d’aujourd’hui au N’epal.

Les Limbu   (ᤕᤰᤌᤢᤱ)  sont un peuple vivant dans les moyennes et hautes montagnes de l’est du Népal et dans les terres d’émigration que forment la plaine du Teraï, le Sikkim, le district de Darjeeling et l’Assam. Ils font partie, avec les yakkha et les Rai, de l’ensemble ethnique appelé Limbuwan. 
Le limbu, dans l’orthographe anglophone (en français : « limbou ») est une langue tibéto-birmane parlée principalement au Népal mais aussi au Bhoutan, en Inde. La langue est traditionnellement écrite dans l’alphasyllabaire (ou abugida) limbou.